# Ephippigerida carinata
Ephippigerida carinata är en insektsart som först beskrevs av Bolívar, I. 1877.  Ephippigerida carinata ingår i släktet Ephippigerida och familjen vårtbitare. Inga underarter finns listade i Catalogue of Life.